# …In Shallow Seas We Sail
…In Shallow Seas We Sail — четвёртый студийный альбом пост-хардкор группы Emery, который был выпущен 2 июня 2009 года через Tooth & Nail Records. Песни «The Smile, The Face» и «Edge of the World» были изданы ранее на While Broken Hearts Prevail EP. Первую песню с альбома, «Cutthroat Collapse» можно было бесплатно скачать начиная с 7 апреля 2009. Альбом дебютировал на 50 позиции в Billboard 200.

## Список композиций
1. «Cutthroat Collapse» — 3:24
2. «Curbside Goodbye» — 4:05
3. «Inside Our Skin» — 3:14
4. «Churches and Serial Killers» — 2:55
5. «Butcher’s Mouth» — 3:14
6. «In Shallow Seas We Sail» — 3:38
7. «The Poor and the Prevalent» — 3:05
8. «The Smile, The Face» — 2:41
9. «A Sin To Hold On To» — 2:48
10. «Piggy Bank Lies» — 3:23
11. «Edge of the World» — 3:52
12. «Dear Death Part 1» — 1:41
13. «Dear Death Part 2» — 3:02

### Бонус-треки
- «Closed Eyes, Open Hands» (бонус-трек для iTunes и 7" сингла «Cutthroat Collapse») — 3:23

## Участники
Emery
- Тоби Моррелл — вокал, гитара
- Мэтт Картер — гитара
- Джош Хэд — скрим, клавишные
- Дэвин Шелтон — вокал, бас-гитара
- Дэйв Пауэлл — барабаны

Производство
- Спродюсировано и записано Аароном Спринклом и Мэттом Картером
- Записано в студии The Compound and Tigertown Studios
- Треки 1,3 и 4 смикшированы Дэном Корнеффом в House of Loud
- Треки 3 и 5 смикшированы Дэвидом Бендетом в House of Loud
- Треки 6, 7, 9, 10 и 12 смикшированы ДжейЭр Макнелли на Elm Studios South
- Треки 8 и 11 смикшированы Дэвидом Бендетом и Дэном Корнеффом в House of Loud
- Мастеринг — Трой Глесснер на Spectre South
- Исполнительный продюсер — Брэндон Эбел

Оформление
- Арт-дирекция — Emery и Джордан Батчер
- Дизайн — Джордан Батчер
- Иллюстрации Марка Джонса
- Фотографии — Дэйв Хилл